# The Puritan (álbum de Nightrage)
The Puritan es el sexto álbum de estudio de la banda greco-sueca de death metal melódico Nightrage. Fue lanzado a través de Despotz el 24 de abril de 2015 en formato CD/LP/digital. Es el primer álbum en contar con el vocalista Ronnie Nyman.

## Lista de canciones
Todas las letras escritas por Marios Iliopoulos y Ronnie Nyman, toda la música compuesta por Marios Iliopoulos y Ronnie Nyman. 
| N.º | Título                     | Duración |  |
| 1.  | «The Puritan»              | 4:11     |  |
| 2.  | «With a Blade of a Knife»  | 2:52     |  |
| 3.  | «Desperate Vows»           | 4:13     |  |
| 4.  | «Endless Night»            | 4:09     |  |
| 5.  | «Foul Vile Life»           | 3:13     |  |
| 6.  | «Stare into Infinity»      | 3:36     |  |
| 7.  | «Lone Lake» (Instrumental) | 2:14     |  |
| 8.  | «Son of Sorrow»            | 3:25     |  |
| 9.  | «When Gold Turns to Rust»  | 3:10     |  |
| 10. | «Fathomless»               | 3:25     |  |
| 11. | «Kiss of a Sycophant»      | 3:25     |  |

## Créditos

### Integrantes
- Ronnie Nyman − voz
- Marios Iliopoulos − guitars
- Anders Hammer – bass
- Johan Nunez − drums

### Invitados
- Lawrence Mackrory (Darkane) – voz adicional en "Desperate Vows"
- Staffan Winroth – teclados en "Lone Lake"